# Інститут педагогічної освіти і освіти дорослих імені Івана Зязюна НАПН України
Інститут педагогічної освіти і освіти дорослих НАПН України — науково-дослідна установа Національної академії педагогічних наук України.

## Історія
Інститут створений відповідно до Постанови Президії НАПН України 24 листопада 1993 року. Весь час діяльності закладу удосконалюється структура та кадрове забезпечення.

## Структура Інституту
Наукові відділи:
- Відділ андрагогіки
- Відділ теорії і практики педагогічної освіти імені І. Зязюна
- Відділ психології праці
- Відділ зарубіжних систем педагогічної освіти і освіти дорослих

Наукові центри:
- Кафедра ЮНЕСКО
- Центр підвищення кваліфікації
- Психологічний консультативно-тренінговий центр
- Академія педагогічної майстерності та навчання дорослих
- Центр порівняльної професійної педагогіки

В штаті Інституту працює 83 наукових працівники: з них 3 академіки, 3 члени-кореспонденти НАПН України, 25 докторів та 32 кандидати наук.
В установі функціонують аспірантура і докторантура, дві спеціалізовані вчені ради. За час діяльності спеціалізованими вченими радами розглянуто 487 дисертацій: 99 — на здобуття наукового ступеня доктора педагогічних наук, 6 — доктора психологічних наук, 323 — кандидата педагогічних наук, 59 — кандидата психологічних наук.

## Наукова діяльність
Провідні вчені, які працюють в інституті, є засновниками та керівниками наукових шкіл з проблем педагогіки і психології професійної освіти. Результати планових науково-дослідних робіт за останні п'ять років висвітлені майже у 2000 друкованих працях, у тому числі: 47 монографіях, 95 підручниках і навчальних посібниках, понад 100 методичних посібниках та рекомендаціях, 62 збірниках наукових праць тощо.
Науковці Інституту досліджують і розробляють найсучасніші технології професійної педагогічної освіти та освіти дорослих. Уперше в Україні запроваджено дослідження проблем порівняльної професійної педагогіки і психології в країнах Європи і Америки, проблем мистецької освіти, теорії і практики педагогічної майстерності, педагогічних інноваційних технологій неперервної професійної освіти, андрагогіки, професійного виховання.
Інститут виступив ініціатором та основним розробником вагомих для розвитку української освіти документів, що визначають стратегію і тактику на багато років. Такими є «Концепція педагогічної майстерності», «Концепція педагогічної освіти», «Концепція професійно-художньої освіти», «Концепція розвитку професійно-технічної (професійної) освіти в Україні», "Державної програми «Вчитель».

## Фахові періодичні видання Інституту
- міжнародний фаховий журнал «Порівняльна професійна педагогіка»
- збірник наукових праць «Освіта дорослих: теорія, досвід, перспективи»
- збірник наукових праць «Естетика і етика педагогічної дії»
- науково-методичний журнал «Педагогіка і психологія професійної освіти»
- електронний науковий фаховий журнал «Імідж сучасного педагога»

## Міжнародні зв'язки
Широким є співробітництво з Комітетом педагогічних наук Польської академії наук, Люблінським університетом ім. М.Кюрі-Склодовської, Вищою педагогічною школою в Кельцях, Пьотркові Трибунальським, Академією імені Яна Длугоша в Ченстохові, Радомською Політехнікою ім. К.Пуласького (Польща), кафедрою «Гендер і культура» Центрально-Європейського університету (Будапешт, Угорщина), Центром освітніх технологій штату Айова (США), Університетом м. Веллінгтон (Нова Зеландія), Українським Вільним Університетом у Мюнхені (Німеччина) та ін.